# E762
E762 eller Europaväg 762 är en 385 km lång europaväg som går från Sarajevo i Bosnien och Hercegovina via Podgorica i Montenegro till Tirana i Albanien.

## Sträckning
Sarajevo - (gräns Bosnien&Hercegovina-Montenegro) - Nikšić - Podgorica - (gräns Montenegro-Albanien) - Tirana

## Standard
Vägen är landsväg hela sträckan. 

## Anslutningar till andra europavägar
| - E73 - E761 |  | - E65 - E80 |